# Grüntal (Sydower Fließ)
Der Ort Grüntal ist ein Teil der Gemeinde Sydower Fließ im Amt Biesenthal-Barnim, Landkreis Barnim, Bundesland Brandenburg. In Grüntal lebten 2006 etwa 500 Einwohner.

## Geschichte

### Name und geografische Lage
Das Straßendorf Grüntal, früher Grundal (der Name Hinricus Grundal (Bürger von Bernau)), wird im Jahre 1347 in einer Urkunde des Propstes von Bernau genannt (wahrscheinlicher damaliger Besitzer des Ortes). Grunedal, Grundel, Grundall, Grundell, Grunendal auch Grondell und Grünthal Rittergut und Kirchdorf liegt ca. 9,7 Kilometer nordöstlich von Bernau bei Berlin  und 12,2 Kilometer südwestlich von Eberswalde.

### Erste Erwähnung
Seit 1317 an ging die bekannte Handels- und Heerstraße von Bernau über Sydow, Grüntal, Schönholz und Bornemannspfuhl nach Eberswalde.
Nach dem Landbuche vom Jahre 1375, welches dieses Dorf erwähntet, hatte Grundal, wie es genannt wurde, 40 Hufen, wovon der Pfarrer zwei und die Kirche einen besaß. Von den übrigen 37 Hufen, welche im Besitz der Bauern waren, gaben diese Pacht, Zins und Bede, wobei vier Hufen für zwei gerechnet wurden (eventuell wegen ihrer Geringfügigkeit).

### Besitzer von Grüntal

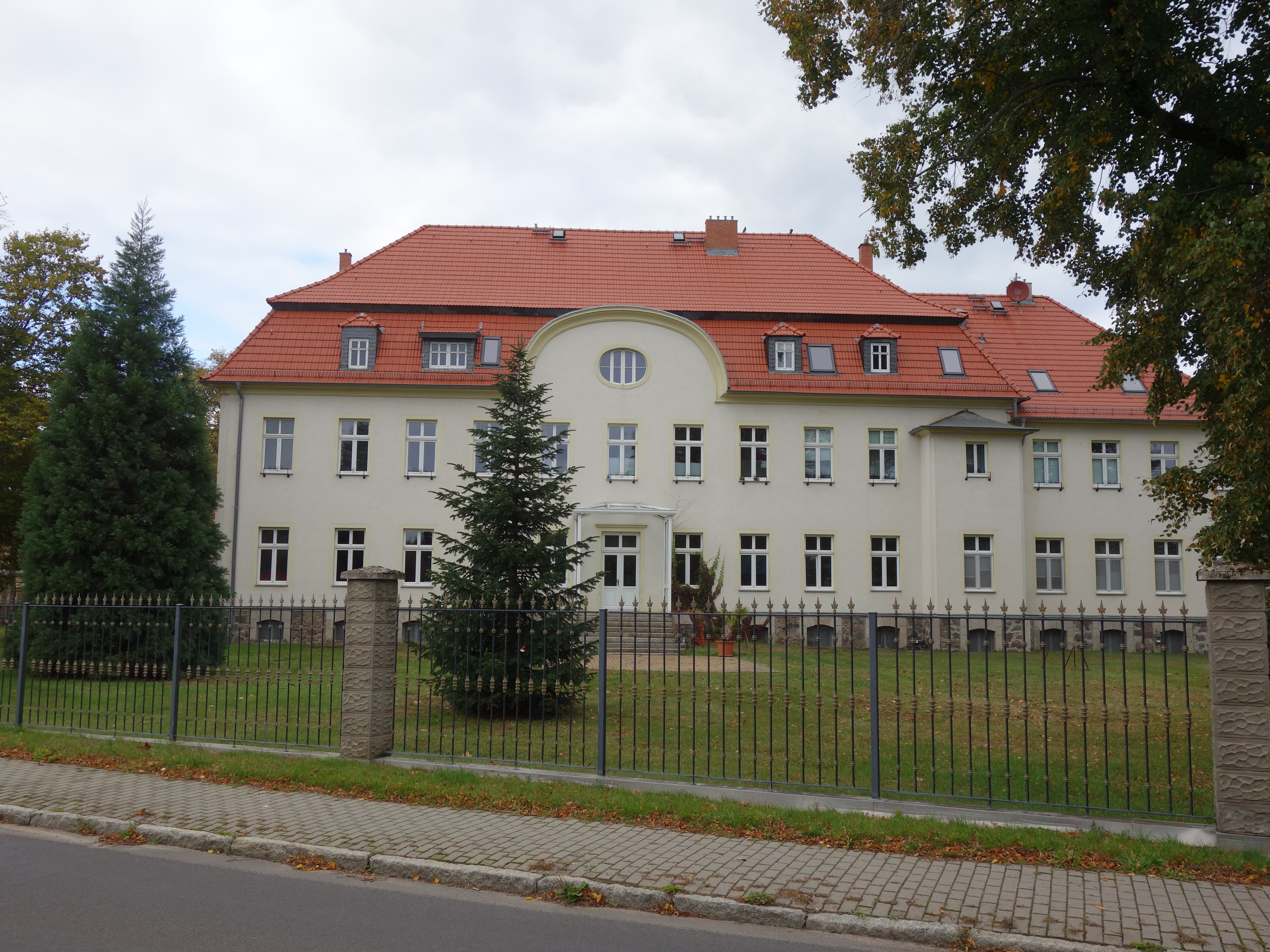
Herrenhaus Grüntal 2020

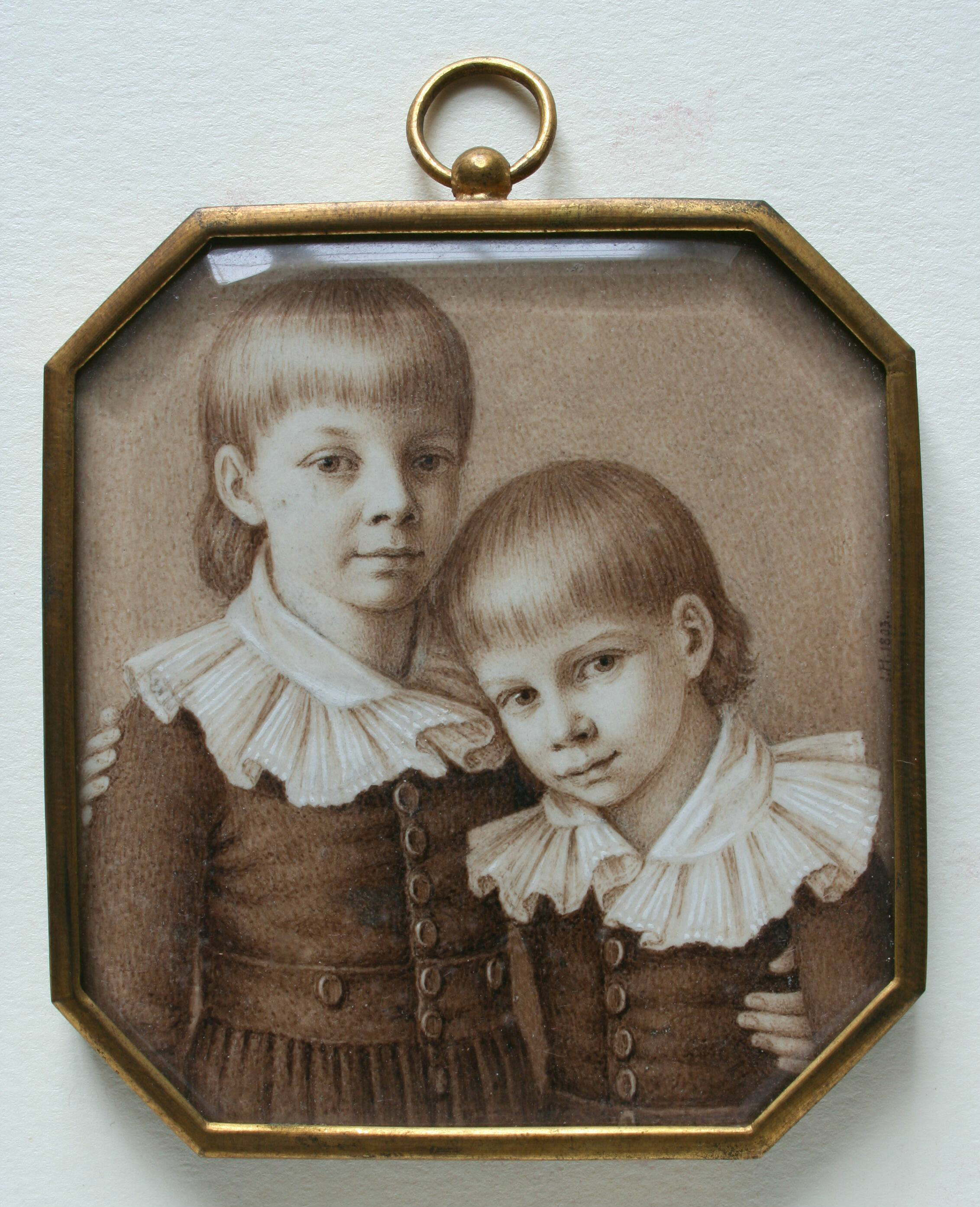
Johann Heusinger Die Prinzen Friedrich Wilhelm und Wilhelm 1803

Es war ein Krug im Ort, und der zur Kirche gehörige kleine See wurde verpachtet. Von 7 Hufen hatte ein gewisser Otto Britzik die Pachteinnahmen. Das Dorf zerfiel in zwei Anteile (das Gut Sydow und das Gut Grüntal), einen besaß Mentze Holzendorf als Heiratsgut für seine Frau, solange diese lebte. Den anderen besaßen die Bürger Riken (Ryken, Reiche) in Berlin seit vielen Jahren. Wie es schien, sind aber Holzendorf und seine Nachkommen nicht nur im Besitz des Anteils geblieben, sondern hatten sogar den übrigen Teil noch dazu gekauft, denn im Schoßregister (Steuerregister) vom Jahre 1450 werden die von Holzendorf als alleinige Besitzer des Dorfes genannt.
Später hatten es Ludeke und Friedrich von Arnim im Besitz, deren Nachkomme, Stephan von Arnim, in der Zeit von 1608 bis 1616 acht Bauernhöfe mit 14 Hufen ankaufte, für diese die Schlossfreiheit (Befreiung von der Vermögenssteuer) erwarb und darauf einen Rittersitz gründete.
Nach den von Arnims kam die Familie von Götze in den Besitz, 1710 der Major Jacob Friedrich von Götze der auch Brunow, Löhme, Weesow und Tempelfelde besaß. Er verstarb im Jahre 1732, und Grünthal ging an seinen Sohn über, den Landrat Curt Ludwig von Götze, von diesem 1747 auf die Geschwister Risselmann, 1749 auf (Charlotte) Elisabeth von Selchow, geb. von Risselmann, 1790 auf den Kanonikus von Risselmann, 1805 auf den Geheimen Oberfinanzrat Heinrich von Borgstede und 1806 an August von Wedell. Nach der Niederlage am 14. Oktober 1806 der preußischen Armee in der Schlacht bei Jena und Auerstedt und der Flucht der königlichen Familie geht aus den Aufzeichnungen des späteren Königs Friedrich Wilhelm IV. (Eberswalder Heimatblätter Nr. 15) hervor, dass er und sein Bruder Wilhelm am 17. Oktober 1806, drei Uhr nachmittags, Berlin verließen, um über Bernau und Sydow nach Eberswalde, in Richtung Königsberg, zu gelangen und die Nacht in Grüntal bei der Familie August von Wedells verbrachten.
Zur Kirchengemeinde Grünthal waren eingepfarrt das Dorf und Vorwerk Melchow (um 1756) und das Dorf Gratze zwischen Grünthal und Heckelberg-Brunow. Im 16. Jahrhundert bestand Grünthal aus dem Dorfschulzen und 13 Hüfnern und 11 Kötter (Kossäthen). Die Zahl der Bauerngüter war durch den vorher erwähnten Aufkauf auf sechs vermindert, wovon während des Dreißigjährigen Krieges 3 wüst wurden und 2 unbesetzt blieben.
1805 wohnten 159 Menschen in 21 Häusern, davon waren zwei Küfer, vier Bauern, fünf Kötter und sieben Einlieger. Es gab eine Schmiede, einen Dorfkrug und eine Försterei.
Im Jahre 1819 kaufte der Justizkommissionsrat am Berliner Gericht und Notar Carl August Julius Schütz (* 15. Januar 1781; † 21. Juni 1836) von Friedrich Ludwig Buchholz das Rittergut Grünthal für 50.575 Taler.

### Die Brauerei
Im Jahre 1826 gründete Carl August Julius Schütz in Grüntal die erste Brauerei nach bayrischer Art, „es war das erste bayerische Lagerbier, das in der Mark Brandenburg gebraut wurde“ (nach R. Schmidt 1922, 1928). Er hatte sich vorher in Süddeutschland ausführlich über das brauen untergärigen Bieres erkundigt und den Bamberger Küfer und Bierbrauer Conrad Bechmann (* 1801 in Pommersfelden; † 1881 in Berlin) als Braumeister für die Produktion gewonnen.

### Grünthaler Unterhöler

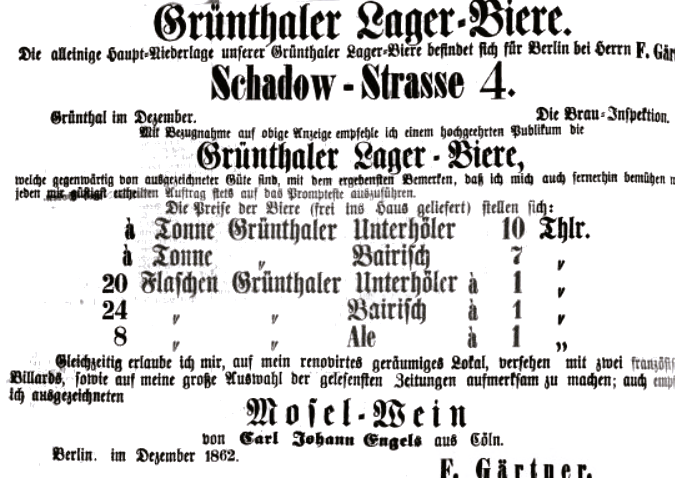
Werbeanzeige Grünthaler Lager-Bier 1862

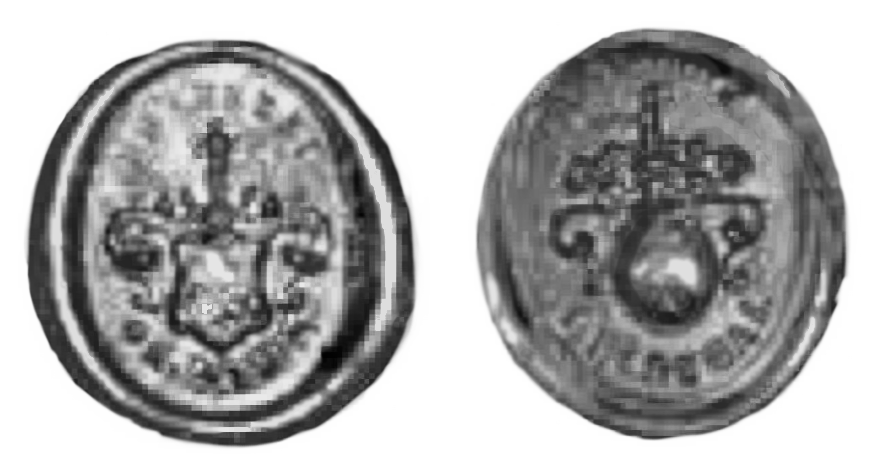
Flaschenprägung der ehemaligen Bierbrauerei Grünthal

Gebraut wurden die Biersorten Reading, Ale, Burten Ale, Bayrisch, Göttertrank und das auch international bekannte Grünthaler Unterhöler (auch Unterhöhler oder Unterhoeler). Es war in ganz Deutschland und besonders bei der preußischen Monarchie sehr beliebt und wurde nach Dänemark und Russland exportiert. Durch den guten Ruf der Grünthaler Brauerei und die ausgezeichnete Ausbildung brachte sie erfolgreiche Braumeister, wie z. B. Julius Bötzow (drei Großbrauereien in Berlin Prenzlauer Berg) und Geschäftsleute wie z. B. A. F. Zimmermann, Lehrer der theoretisch praktischen Braukunst und damaliger Hauptaktionär der Berliner Aktienbrauerei, hervor.
Nach Schütz`s Tod 1836 übernahm seine Frau Johanne Sophie Wilhelmine Schütz geb. Zier (* 16. August 1788; † 30. Juli 1842) das Gut und die Brauerei. Am 10. Januar 1838 verursachte der Schornstein der Brauerei durch Funkenflug einen Brand des in der Nähe liegenden Pfarrhauses, dass vollständig niederbrannte. 1839 wurde das Pfarrhaus für 1307 Taler, 15 Groschen und 10 Pfennige wieder aufgebaut. Das heute existierende Pfarrhaus entstand erst im Jahre 1884. 1840 verließ Conrad Bechmann die Brauerei und kaufte in Spandau die Königsbrauerei und eröffnete das Ausflugslokal Spandauer Bock.
Nach dem Tod von Johanne Schütz 1842 ging die Brauerei und das Gut an die Söhne Herrmann Carl Friedrich und Carl August. Die Brüder verschuldeten sich, und so kam es im Jahre 1847 zu Zwangsversteigerungen, im April das Brennerei- und Braugebäude, im Mai das Schmiedegebäude und das Wohnhaus des Brennmeisters. Im September des gleichen Jahres kam dann auch das im Familienbesitz befindliche Wohn- und Krughaus in Sydow zur Versteigerung.
Der nächste Besitzer des gesamten Gutes Grüntal wurde Amtsrat Johann Julius Schütz (* 19. September 1806 in Seelow; † 8. Januar 1895 in Berlin). Die Brauerei erfuhr unter ihm wieder einen Aufschwung, und der Absatz fand jetzt über den Schienenweg statt. Mit der am 1. August 1842 eröffneten Haltestelle Biesenthal-Grünthal (Teilstück von Berlin-Eberswalde der Stettiner Eisenbahnlinie) konnten die vielen Berliner Schenken und Gaststätten schnell beliefert werden. Selbst Otto von Bismarck trank sein Grünthaler. „...Aufsehen, namentlich bei den anwesenden Bayern, erregte der Inhalt einer dem Reichskanzler kürzlich als Ehrengabe zugegangenen Sendung ‚Grünthaler Göttertranks‘“ (H. Poschinger aus Fürst Bismarck und die Parlamentarier). In Grüntal gab es zu damaliger Zeit auch ein gut besuchtes Ausflugslokal, dass sich am Weinberg befand und heute nicht mehr existiert. Eine kleine Ruine direkt auf dem Weinberg stammt von dem 1875 errichteten Eiskeller für die Bierkühlung.

### Grünthaler auf der Weltausstellung Wien 1873

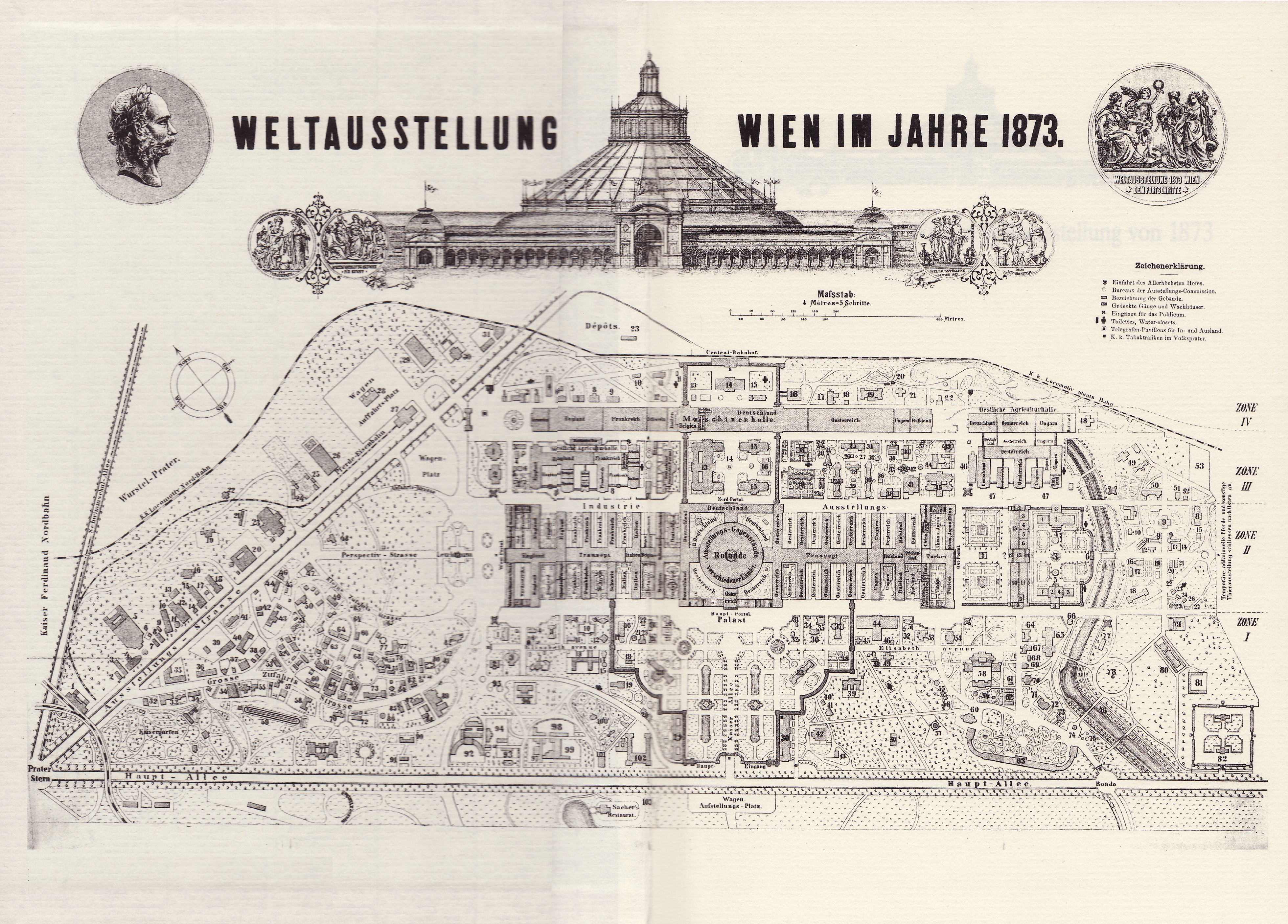
Montage Plan Weltausstellung 1873

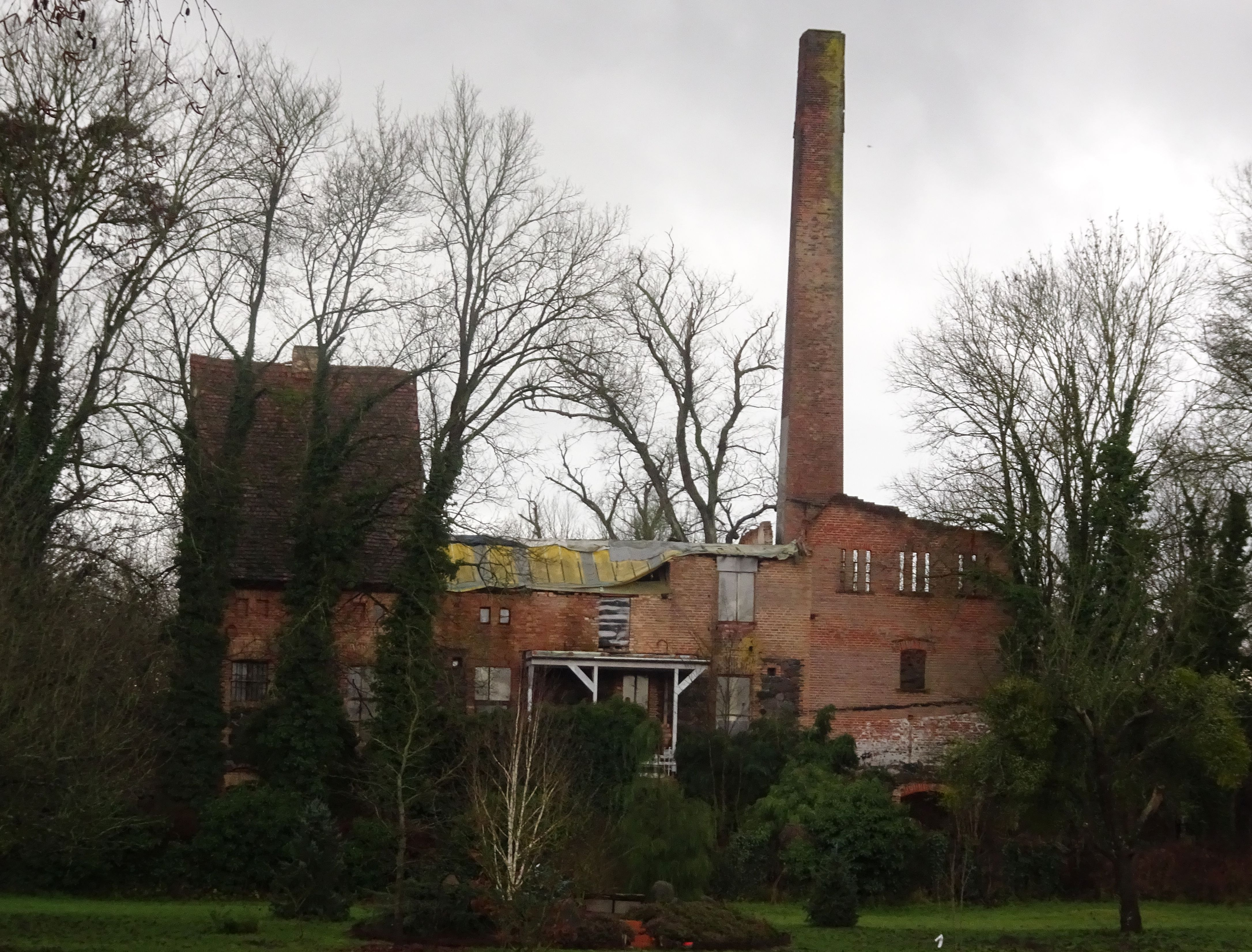
Ehemalige Brennerei Grüntal

Schütz nahm als Aussteller an der Wiener Weltausstellung 1873, in Gruppe IV. Nahrung- und Genussmittel, in der Agricultur-Halle Ost, teil (Schütz Amtsrat, Grünthal, Brandenburg, Bier in Flaschen (mit Anerkennungs-Diplom)).
Im November 1888 zog sich Johann Julius Schütz aus dem Geschäft zurück und ging nach Berlin. Sein Sohn Paul Schütz übernahm das Rittergut und das Geschäft, bis er es 1894 an Graf Bernhard von der Schulenburg (* 11. Mai 1852 in Berlin; † 27. März 1936 in Grünthal) verkaufte. Dieser schloss die Grünthaler Brauerei wegen der aufkommenden starken Konkurrenz der bayrischen Bierbrauer aus Berlin und verlegte seine Geschäftstätigkeit und den Betrieb auf die Schnapsbrennerei. Von der Schulenburg entwickelte die Landwirtschaft in der Region als Präsident der Brandenburgischen Landwirtschaftskammer.
Das erfolgreiche Grünthaler Unterhöler wurde noch einige Jahre von der Biesenthaler Amtsbrauerei Seidel gebraut und beworben (1905 Annonce in der Biesenthaler Zeitung: „Brauerei Amt Biesenthal bietet Biesenthaler Pilsner und Unterhöler, die Perle der Mark“). Im Jahre 1936 verstarb Graf von der Schulenburg in Grünthal.

### Entstehung der Gemeinde Grüntal
1928 entstand die Gemeinde Grüntal durch Zusammenschluss des Gemeinde- und Gutsbezirks Grüntal mit dem Gemeinde- und Gutsbezirk Sydow und wurde dann 1932 als Landgemeinde mit Wohnplatz Sydow und Forsthaus Weinberg geführt.
Im Zweiten Weltkrieg, zwischen dem 19. und 20. April 1945, zerstörte ein russischer Fliegerangriff den historischen Gebäudekomplex des Brau- und Malzhauses.
1950 führte man die Gemeinde nur noch mit dem Wohnplatz Sydow und 1957 und 1973 wurde Sydow als Ortsteil benannt.
Am 27. September 1998 schloss sich die Gemeinde Grüntal mit der Gemeinde Tempelfelde zur Gemeinde Sydower Fließ zusammen. An der Grundschule Grüntal lernen Kinder aus mehreren Nachbargemeinden.

### Der Fledermauskeller

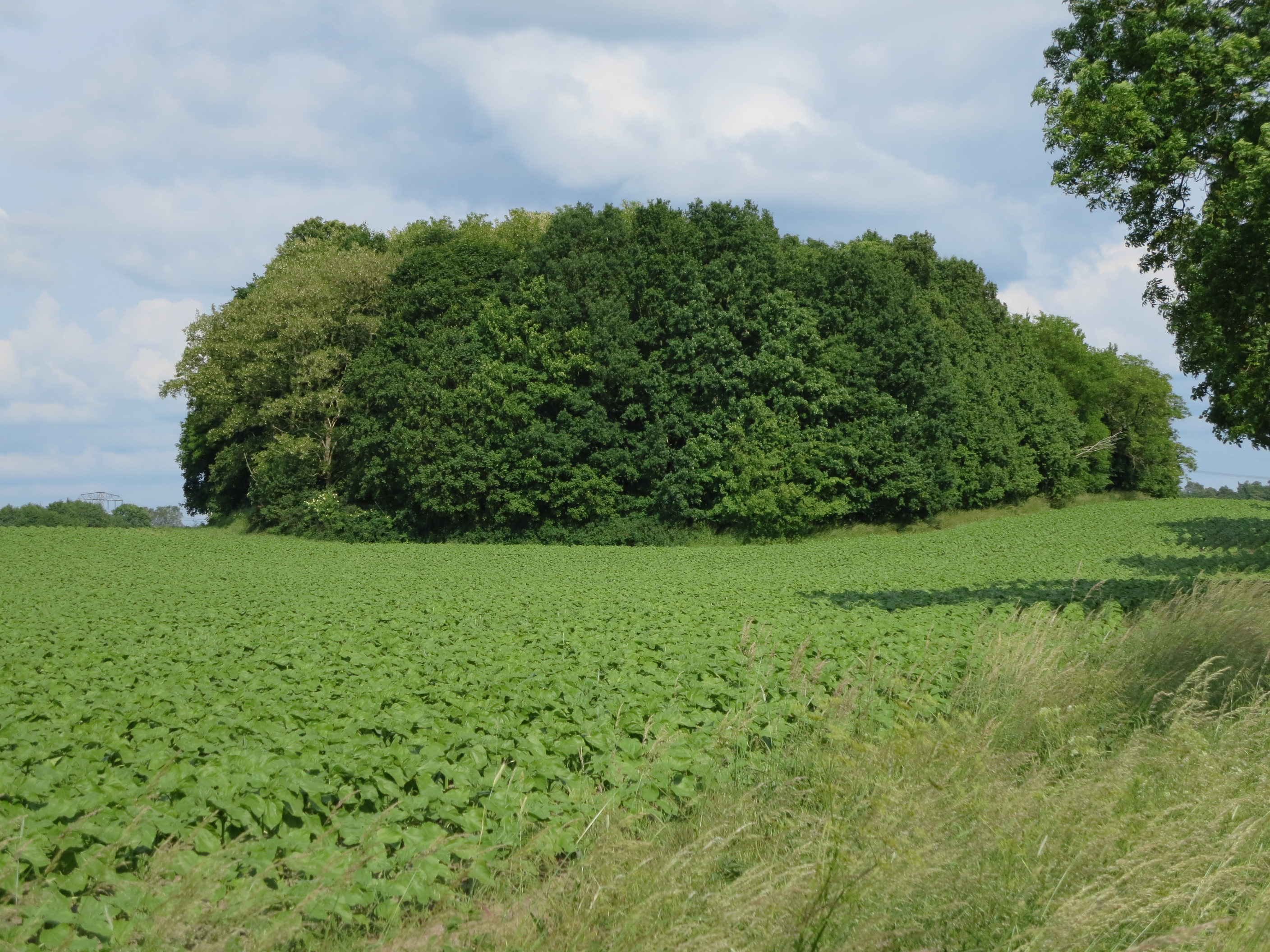
FFH-Gebiet Fledermausquartier Kellerberg Grüntal

Auf dem Kellerberg blieben die Kelleranlagen weitestgehend erhalten und werden heute vom Verein „Mausohr e. V.“ für die Fledermaus-Forschung genutzt und sind einer der wichtigsten Winterquartiere für Fledermäuse im Land Brandenburg.

## Einwohnerentwicklung

### Dorf (Gemeindebezirk)
| Jahr      | 1734 | 1772 | 1801 | 1817 | 1840 | 1858  | 1895 | 1925 | 1939 | 1946 | 1950 | 1964 | 1971 | 1990 | 1995 | 1997 |
| --------- | ---- | ---- | ---- | ---- | ---- | ----- | ---- | ---- | ---- | ---- | ---- | ---- | ---- | ---- | ---- | ---- |
| Einwohner | 121  | 151  | 159  | 144  | 267  | 146 * | 281  | 299  | 510  | 671  | 732  | 623  | 593  | 504  | 456  | 465  |

- 1858 Rittergut Gutsbezirk, 180 Einwohner. Quelle:[18][19]

## Sehenswürdigkeiten
- Dorfkirche Grüntal (Barnim) und die stark verfallene Dorfkirche Sydow im Ortsteil Sydow.
- Neben der Kirche steht eine Eiche mit einem Stammumfang von 6,73 m (2016).[20]
- Gedenkstein für die Besitzer von Grüntal, Carl August Julius Schütz und Johanne Sophie Wilhelmine Schütz geb. Zier

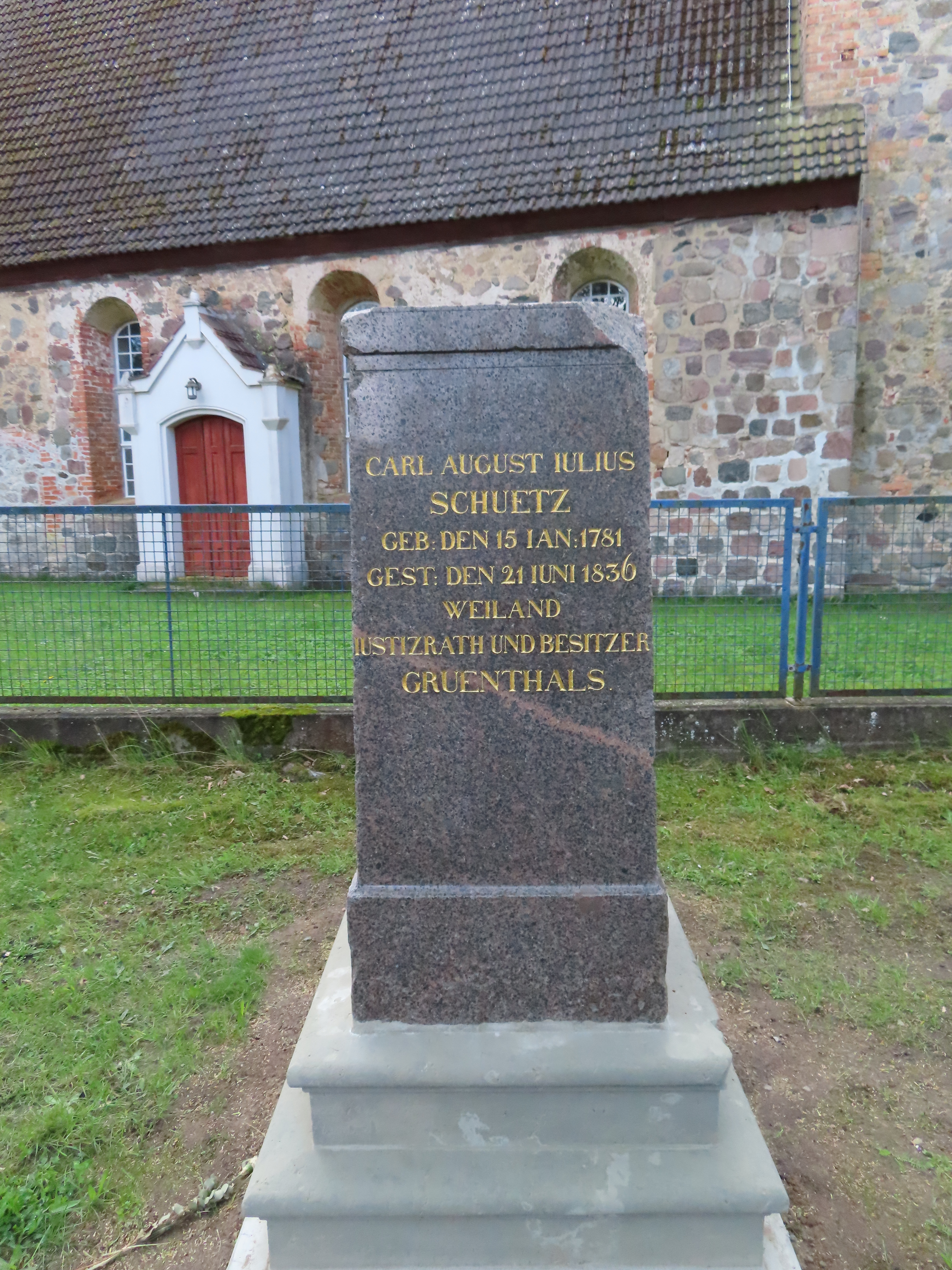
Vorderansicht (im Hintergrund die Dorfkirche), (Weiland = früher, vormals)
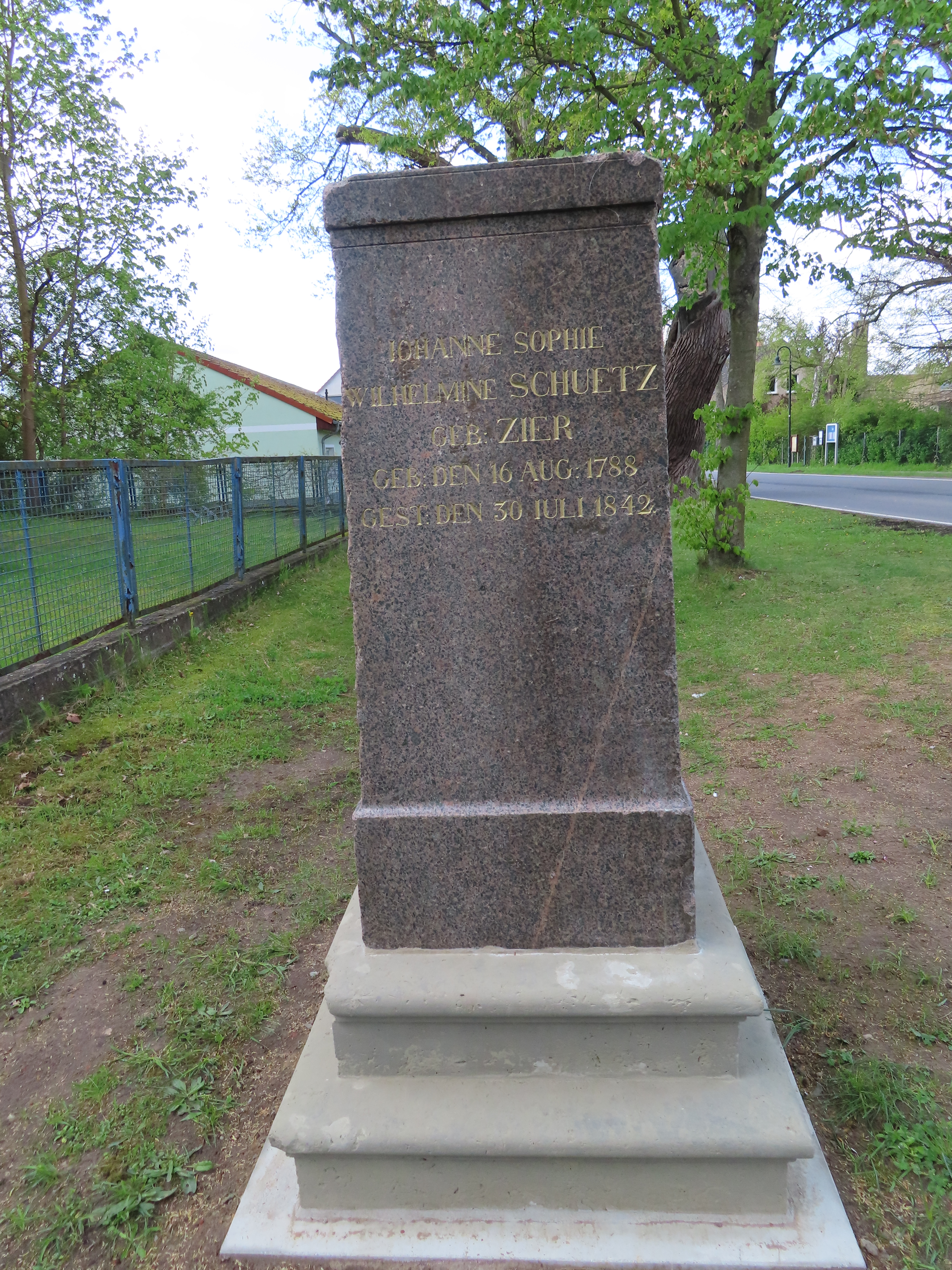
Ansicht 2
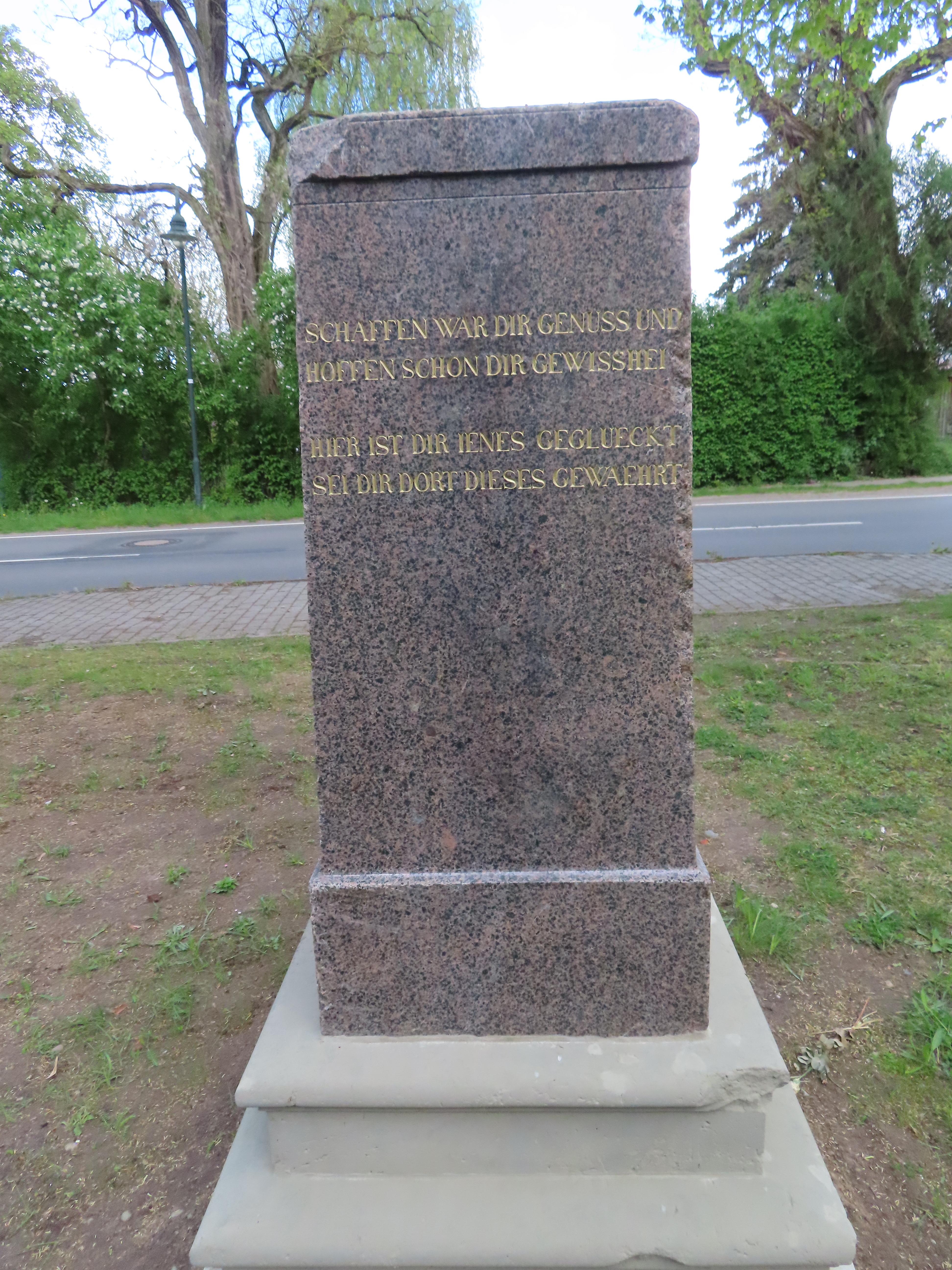
Ansicht 3
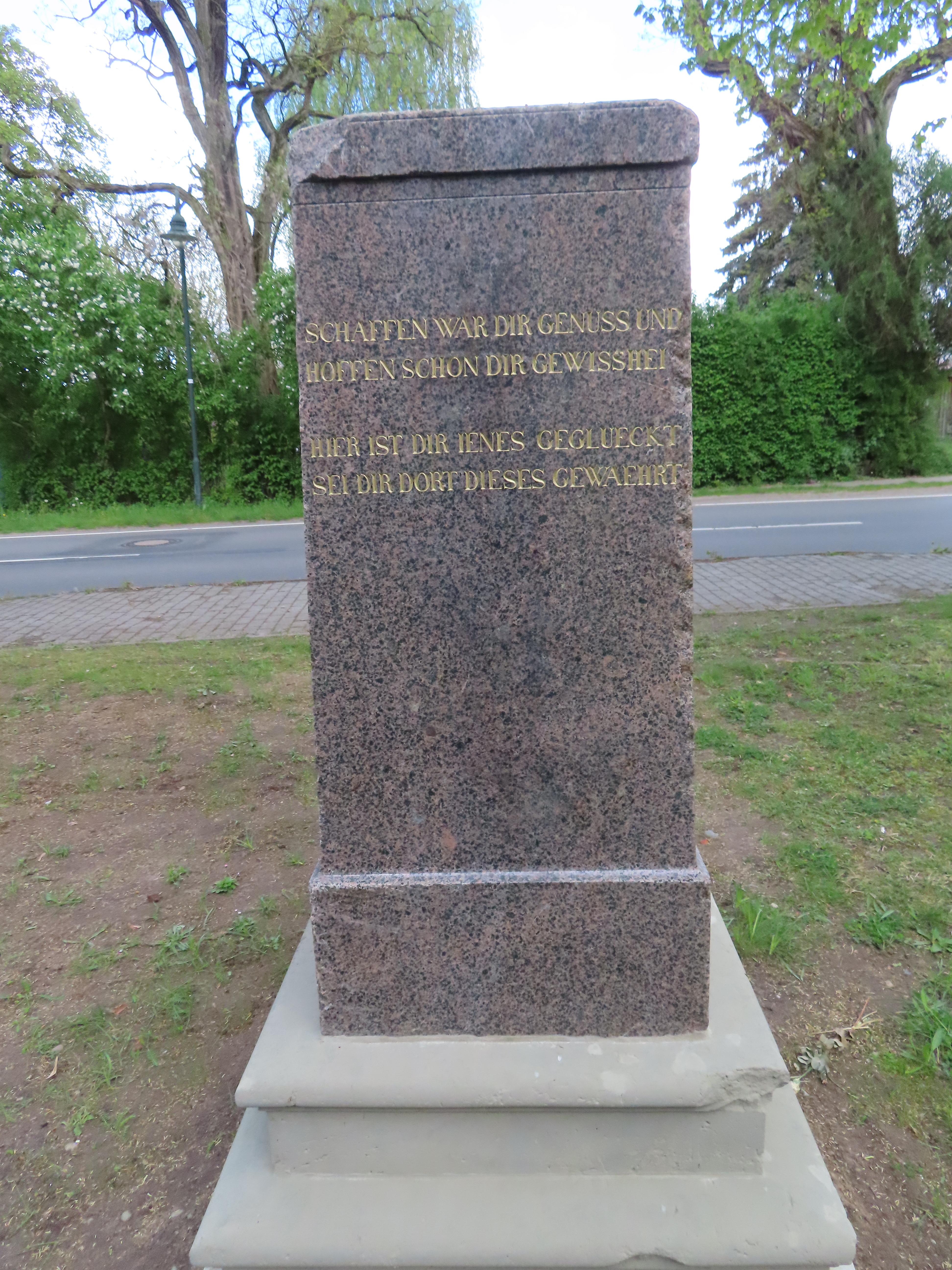
Ansicht 4

## Verkehr
Grüntal (Sydower Fließ) liegt an den Landesstraßen L 29 zwischen Biesenthal und Heckelberg-Brunow sowie der L 292 nach Werneuchen.

### Busverbindungen
Die Linien des VBB Verkehrsverbund Berlin-Brandenburg 907 (Grüntal–Bahnhof Biesenthal); 918 (Grüntal–Busbahnhof Eberswalde) und 919 (Grüntal–Busbahnhof Eberswalde) verbinden Grüntal mit wichtigen Verkehrsknotenpunkten.

## Tourismus
- Östlich von Grüntal liegt das Naturschutzgebiet Biesenthaler Becken das durch den Jakobsweg „Via Imperii“ Rom-Stettin (Teilstück von Eberswalde nach Bernau bei Berlin), durchquert wird.[21]
- Nördlich tangiert den Ort die Märkische Eiszeitstraße mit ihren zahlreichen Naturschönheiten.
- Südlich quert der Jakobsweg Frankfurt (Oder) - Bernau Bei Berlin[22]

## Grüntal als Drehort
1993 wurde in Grüntal ein Teil des Kinofilms Wir können auch anders… von Detlev Buck gedreht. Die Dorfkneipe, in der einige Szenen des Films spielen, ist nach einem späteren Brand nur noch eine Ruine.